# Première soirée
Première soirée est un poème d'Arthur Rimbaud écrit en 1870.
Le manuscrit autographe, non daté, est conservé à la British Library. Il fait partie des poèmes remis à Paul Demeny et donc de ce qui est appelé le Cahier de Douai. 
On connaît deux autres versions de ce poème, intitulées Trois baisers et Comédie en trois baisers.
Première soirée a été publié pour la première fois dans Reliquaire, poésies, L. Genonceaux, 1891 ; Trois baisers dans le journal La Charge du 13 aout 1870 ; Comédie en trois baisers, dont le manuscrit a appartenu à Georges Izambard, dans Poésies complètes, Léon Vanier, 1895, p. 51-52.

## Postérité
Dans la série américaine The Good Wife (saison 4 - épisode 12), diffusée de 2009 à 2016, le personnage Diane Lockhart (en) à qui l’autre personnage Will Gardner (en) demande « How is your French ? » lui répond en citant les quatre premiers vers.